# Johan van Benthem
Johannes Franciscus Abraham Karel (Johan) van Benthem (Rijswijk, 12 de junho de 1949) é um matemático neerlandês. É professor de lógica matemática da Universidade de Amsterdã e professor de filosofia da Universidade Stanford.
Recebeu em 1996 o Prêmio Spinoza.
Estudou física (B.Sc. 1969), filosofia (M.A. 1972) e matemática (M.Sc. 1973) na Universidade de Amsterdã, onde obteve um doutorado em 1977, orientado por Martin Hugo Löb. Antes de tornar-se professor em 2003, lecionou na Universidade de Amsterdã (1973–1977), na Universidade de Groningen (1977–1986), e novamente na Universidade de Amsterdã (1986–2003), desta vez como professor.
Van Benthem foi um membro do grupo de publicou coletivamente com o pseudônimo L. T. F. Gamut.

## Publicações
- Logic in action, North Holland, 1991.
- Handbook of Logic and Language, Editor com Alice ter Meulen, Elsevier/MIT Press, 1997.
- Modal Logic: A Semantic Perspective, com Patrick Blackburn.